# Lützowstraße 11 (München)

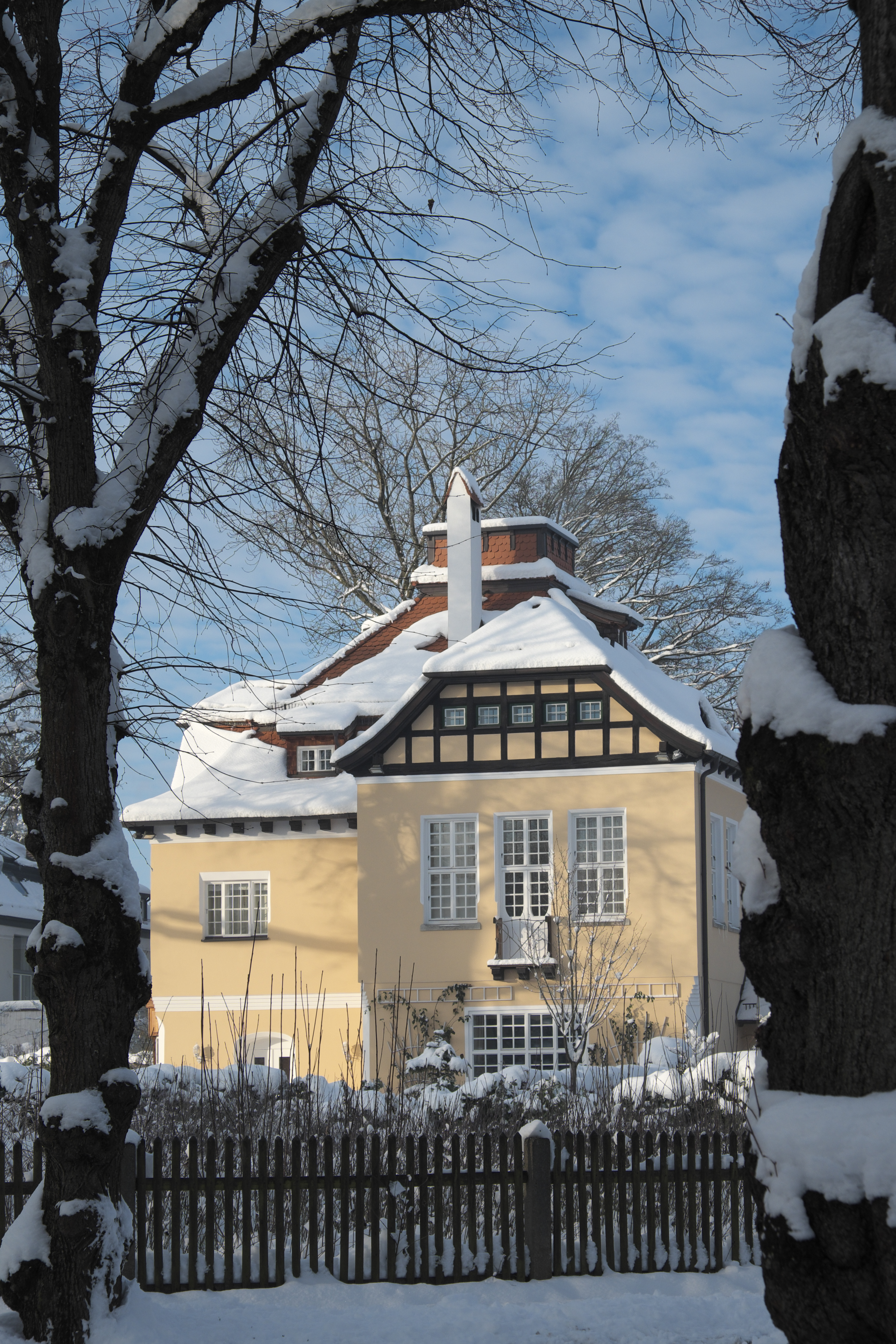
Haus Lützowstraße 11 im Stadtteil Pasing von München

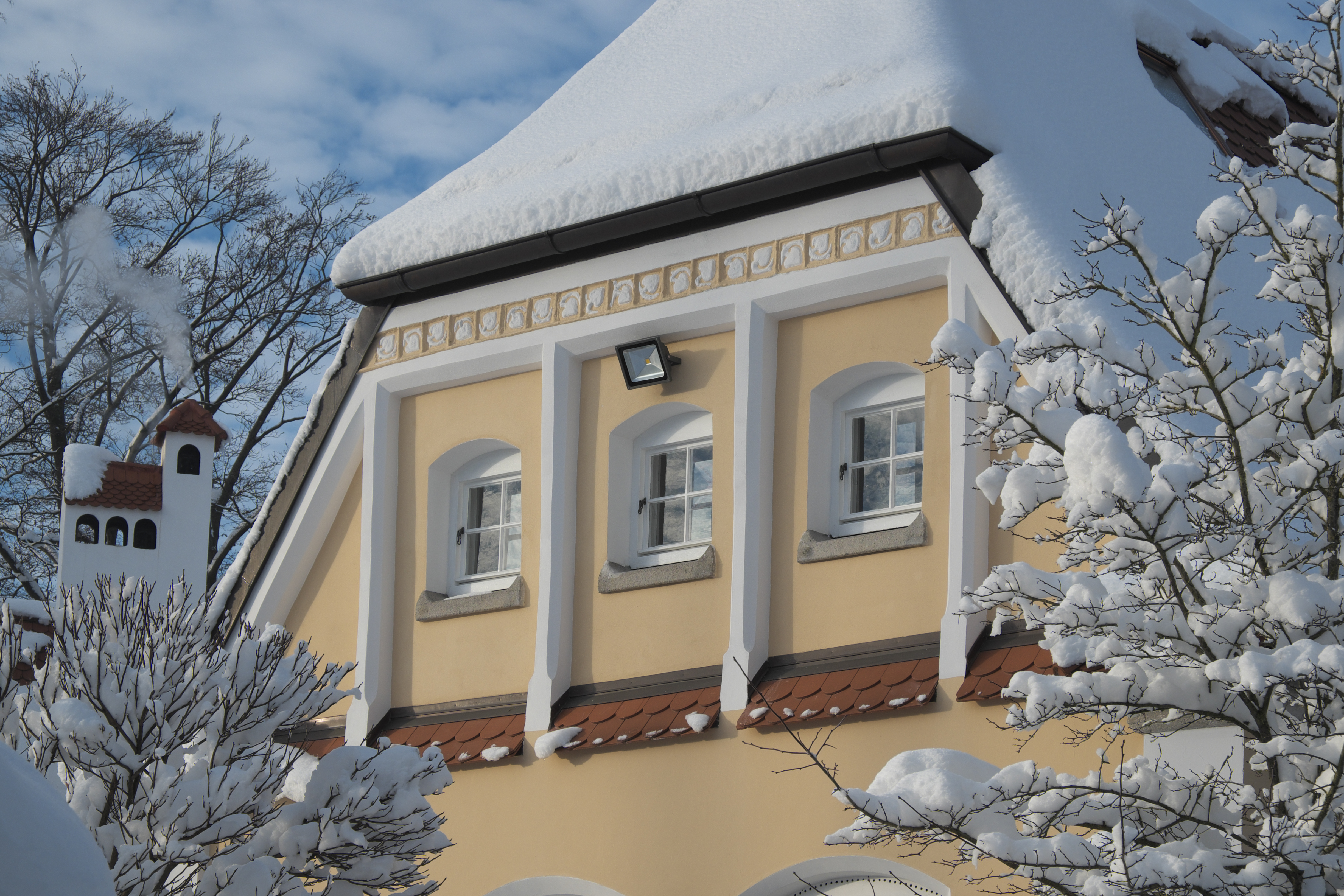
Fassadenschmuck

Das Haus Lützowstraße 11 im Stadtteil Pasing der bayerischen Landeshauptstadt München wurde 1896 errichtet. Die Villa in der Lützowstraße, die zur Villenkolonie Pasing II gehört, ist ein geschütztes Baudenkmal.

## Beschreibung
Die stattliche Anlage besteht aus mehreren Bauteilen im historisierenden Jugendstil. Sie wurde 1896 von Richard Riemerschmid als eigenes Wohnhaus erbaut. Der vordere Anbau mit Küche und Atelier wurde erst 1907 hinzugefügt. Die Gebäude werden von einem parkartigen Garten, der bis zur Rembrandtstraße geht, umgeben.